# Pau-d'Arco (Pará)

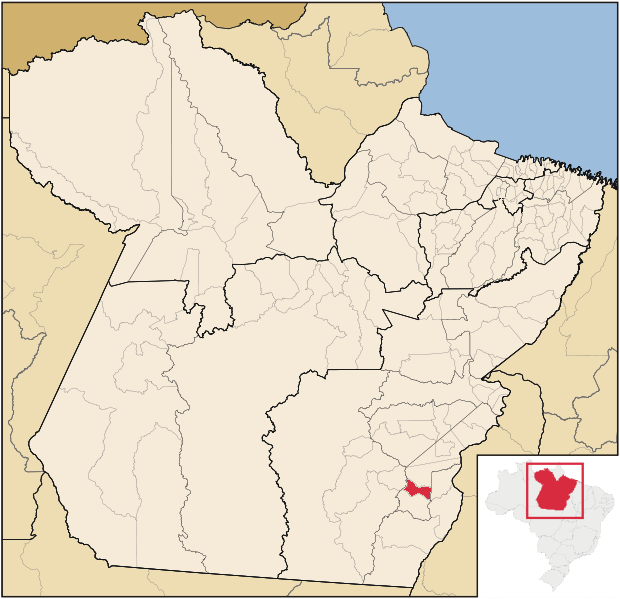
Situación de Pau-d'Arco en Pará.

Pau-d'Arco es un municipio brasileño del estado de Pará.
Su altitud coincide con el nivel del mar.
Su área es de 1.678,669 km². La población intenta ser hoy en día lugar turístico. Por ella pasa el río que da nombre a la ciudad. Los fines de semana, los balnearios reciben la visita de turistas y de público local. 
Una actividad por la que es conocida la localidad es la apicultura.  
Su población en 2004 era de 8.424 habitantes.